# Dominique Strauss-Kahn
Dominique Gaston André Strauss-Kahn (; n. 25 aprilie 1949, Neuilly-sur-Seine, Seine, Franța) este un politician francez. Între anii 1997 - 1999 a fost ministru de finanțe în timpul președinției lui Jacques Chirac. La data de 1 noiembrie 2007 a fost numit director al Fondului Monetar Internațional, funcție pe care a îndeplinit-o până la 18 mai 2011, când a demisionat după acuzația de agresiune sexuală la New York.

## Date biografice
Dominique Strauss-Kahn provine dintr-o familie de evrei francezi, tinerețea și-a petrecut-o în Maroc și Monaco. El a studiat științele economice la "École des hautes études commerciales" și "Sciences Po Paris". Între anii 1977 - 1980 a fost profesor de economie la o școală superioară în Nancy și apoi la universitatea din Nanterre și Paris. Din 1971 a mai lucrat și la program economic într-un centru de cercetare și a publicat cartea "L’épargne et la retraite". Din 1986 a fost ales deputat în Haute-Savoie, iar după doi este ales din nou ca deputat în Val-d'Oise. Sub președinția lui François Mitterrand este delegat în 1991 în ministerul pentru industrie și comerț exterior. În 1993 fondează cancelaria "DSK Consultants" care se ocupă mai ales cu problemele lobbistice al Franței în Brüssel. După ce este ales în 1995 în Sarcelles se căsătorește cu Anne Sinclair, care era pe atunci reporteră și moderatoare TV. În 1997 în timpul lui Lionel Jospin este numit ministru pentru finanțe, economie și industrie, devenind astfel o persoană importantă în cabinetul francez. Scăderea ratei șomajului și avântul economic i-au consolidat poziția în cadrul partidului. În mod surprinzător este implicat într-un scandal judiciar în timpul când a fost avocat, care îl obligă ca în 1999 să-și dea demisia din postul de ministru. Între anii 2002 și 2004 candidează din nou și are din nou o ascensiune în arena politică, ajungând în conducerea partidului socialist. În timpul președinției lui Nicolas Sarkozy este numit în 2007 directorul Fondului Monetar Internațional. În anul 2007, jurnalista Tristane Banon a afirmat că Strauss-Kahn ar fi agasat-o sexual, iar pe la mijlocul lunii octombrie în 2008 este implicat într-un scandal, fiind învinuit de abuz de funcție și încercare de viol a unei subalterne. El a negat aceste învinuiri, fără dovezi concrete ancheta este încheiată. La data de 14 mai 2011 Strauss-Kahn este arestat pe aeroportul interțional John F. Kennedy din New York. Motivul arestării el este invinuit de tentativa de viol a unei cameriste din hotelul unde era cazat.
 În finalul procesului procurorul american cere abandonarea acuzațiilor împotriva lui Dominique Strauss-Kahn.

## Publicații
- La flamme et la cendre („Die Flamme und die Asche“), 2002
- Lettre ouverte aux enfants d’Europe („Offener Brief an die Kinder Europas“), 2004